# 럭키 맥키

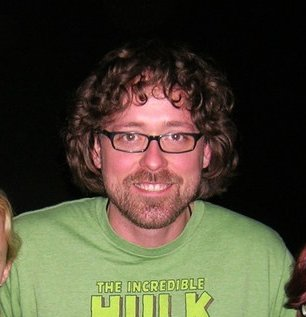

러키 매키(Lucky McKee, 1975년 11월 1일 ~ )는 미국의 영화 감독, 각본가, 배우, 영화 제작자이다.

## 영화
- 히틀러를 죽인 남자 (2018년)
- 블러드 머니 (2017년)
- 테일즈 오브 할로윈 (2015년)
- 치어리더는 모두 죽는다 (2013년)
- 더 워먼 (2011년)
- 블루 라이크 유 (2008년)
- 레드 (2008년)
- 더 로스트 (2006년)
- 로만 (2006년) - 로만 역
- 더 우즈 (2006년)
- 마스터즈 오브 호러 에피소드 10 - 식 걸 (2006년)
- 메이 (2002년)
- 올 치어리더스 다이 (2001년)